# Бормат
Бормат (также Бормата) — пресноводное ледниковое озеро на границе Заполярного района Ненецкого автономного округа и Мезенского района Архангельской области.
Находится в бассейне Мезени, на западе Тиманского кряжа в 68 км к югу от села Нижняя Пёша.
Площадь озера составляет 14 км² (значительная часть находится в границах Ненецкого АО), площадь бассейна — 96,5 км². Состоит из северной и южной бухт (северная узкая и длинная, со множеством островов). Максимальная глубина — 8 м. Высота над уровнем моря — 80 м.
Озеро окружено тайгой, почти всё побережье занято болотами. Из южной части озера с запада вытекает река Борматка (течёт в озеро Варш через озеро Пелядь).
В озере обитает рыба ряпушка. Ближайший населённый пункт — село Сафоново (51,6 км к юго-юго-западу).